# 噂の女 (曲)
「噂の女」（うわさのおんな）は、1970年7月5日に発売された内山田洋とクール・ファイブの5枚目のシングル。

## 解説
オリコンチャートでは50.1万枚のヒットとなり、1970年の年間14位を獲得した。クール・ファイブにとっては「長崎は今日も雨だった」「逢わずに愛して」に次ぐヒットである。
発売して3週間余りで6位に初登場した。11週間後には由紀さおり「手紙」に阻まれ、2位止まりとなった。なお、同グループはこの年、「逢わずに愛して」から「愛のいたずら」までの4曲で46週間連続トップ10入りを記録している。
ボーカルの前川清の話として、作曲担当の猪俣公章は「もともとこの曲は森進一に提供する予定だったが、森が歌うのを断ったのでクールファイブに回した」と語っている。

## 収録曲
- 両楽曲共に、作詞：山口洋子

1. 噂の女 [03:50]
作曲・編曲：猪俣公章
2. だまって行かないで [03:09]
作曲：内山田洋／編曲：森岡賢一郎

## カバー
- ザ・マイクハナサンズ（浜博也） - 2009年、シングル『今夜の主役は私です!』（TECA-10208）収録
  - 表題曲であるメドレー曲の中の1曲としてカバー。